# Aéroport international de Plattsburgh
L'aéroport international de Plattsburgh (code IATA : PBG • code OACI : KPBG) est situé sur une ancienne base aérienne à Plattsburgh, dans l'État de New York. L'aéroport est possédé par le comté de Clinton. La construction a été achevée en février 2007 et l'aéroport inauguré le 27 avril 2007.  
Plattsburgh n'a aucun couvre-feu ou restriction de vol la nuit et profite d'un climat favorable toute l'année. Elle est également dans une zone exempte d'impôt pour beaucoup d'entreprises.
Elle a également des possibilités de moyens de transports très diversifiées, y compris son propre échangeur sur l'Interstate highway I-87 et un trajet direct par chemin de fer Canadien Pacifique entre Montréal et New York qui donnent un accès direct par voie ferrée et, 60 milles (environ 100 km) plus au nord, par l'Interstate vers le port de Montréal. L'aéroport essaye de se faire connaître en tant que « l'aéroport américain de Montréal » se trouvant à une heure à peine au sud de celle-ci.

## Situation et accès

### Carte des aéroports dans l'État de New York
Note: Newark-Liberty n'est pas techniquement situé dans l'État de New York mais figure sur cette carte.

| \| 50 km1:1 725 000 \| Albany Binghamton Buffalo · Niagara Elmira/Corning Ithaca Long · Island LaGuardia Newburgh · Stewart Niagara · Falls Newark JFK Plattsburgh Rochester Syracuse Watertown Westchester |
| 50 km1:1 725 000 |

## Compagnies et destinations
| Compagnies                                        | Destinations                                                                                           |
| ------------------------------------------------- | --- |
| Allegiant Air                                     | Fort Lauderdale-Hollywood, Orlando-Sanford, St. Petersburg-Clearwater En saison: Punta Gorda (Floride) |
| Caesars Entertainment opéré par Republic Airlines | En saison Charter: Atlantic City                                                                       |
| PenAir                                            | Boston Logan                                                                                           |
| Spirit Airlines                                   | Fort Lauderdale-Hollywood, Orlando Seasonal: Myrtle Beach                                              |

Édité le 25 février 2017